# Sabina Shoal
Sabina Shoal (kinesiska:Xianbin Jiao) är en atoll i Spratlyöarna. Kina, Taiwan, Vietnam och Filippinerna gör anspråk på atollen.